# Salakari, Vetil
Salakari är en ö i Finland. Den ligger i sjön Haapajärvi och i kommunen Vetil i den ekonomiska regionen  Kaustby ekonomiska region  och landskapet Mellersta Österbotten, i den centrala delen av landet, 400 km norr om huvudstaden Helsingfors. Öns area är 0,1 hektar och dess största längd är 60 meter i nord-sydlig riktning.